# Wolfgang Schäuble
Wolfgang Schäuble (18 tháng 9 năm 1942  –  26 tháng 12 năm 2023)  là một nhà chính trị Đức thuộc Liên minh Dân chủ Cơ đốc giáo Đức, đã đảm nhiệm chức vụ bộ trưởng tài chính Đức trong nội các của thủ tướng Angela Merkel thứ hai và thứ ba kể từ năm 2009.
Từ năm 1984 đến 1991, ông là thành viên của nội các của thủ tướng Helmut Kohl, đầu tiên là Bộ trưởng Liên bang về các vấn đề đặc biệt và chủ nhiệm văn phòng phủ thủ tướng và sau đó là bộ trưởng nội vụ liên bang. Từ năm 1991 đến 2000, ông là chủ tịch của nhóm CDU/CSU trong Quốc hội Đức, và 1998-2000 cũng chủ tịch đảng Liên minh Dân chủ Cơ đốc giáo Đức (CDU). Ông đã một lần nữa làm bộ trưởng nội vụ liên bang trong nội các đầu tiên của bà Merkel giai đoạn 2005-2009. Vào tháng 10 năm 2021, Wolfgang Schaüble nhường lại vị trí Chủ tịch Hạ viện cho Bärbel Bas.
Vào tháng 5 năm 2010, trên đường tới Brussels để dự cuộc họp khẩn cấp với các bộ trưởng tài chính Liên minh Châu Âu, Schäuble thấy mình đang ở trong phòng chăm sóc đặc biệt của một bệnh viện Bỉ, chống chọi với các biến chứng từ ca phẫu thuật trước đó và phản ứng dị ứng với một loại kháng sinh mới. Vào thời điểm đó, giới truyền thông Đức đồn đoán về việc ông từ chức và thậm chí cả cơ hội sống sót của ông. Tuy nhiên, Thủ tướng Angela Merkel đã hai lần từ chối lời đề nghị từ chức của Schäuble trong thời gian sức khỏe yếu vào năm 2010. Ông qua đời vì bệnh ung thư ở tuổi 81 vào ngày 26 tháng 12 năm 2023 được bao bọc bởi gia đình.